# Daishizen no majû Bagi
Bagi, the Monster of Mighty Nature (大自然の魔獣 バギ ''Daishizen no Majū Bagi''?) (Bagi, el monstruo de la poderosa naturaleza) es una película de anime que se estrenó en la red de Nippon Television el 19 de agosto de 1984. El guion fue escrito por Osamu Tezuka como una crítica de la aprobación del gobierno japonés de la investigación del ADN recombinante ese año.

## Sinopsis
En lo profundo de la selva de América del Sur, un cazador japonés llamado Ryosuke (Ryo para abreviar) y un chico local llamado Chico hablan de un monstruo que ha estado aterrorizando a la campiña local. Ryo, sin embargo, está muy familiarizado con esta bestia, y la historia retrocede a su infancia.
Ryosuke Ishigami (adolescente), el hijo delincuente de un reportero de la delincuencia y la genetista, está fuera por una pandilla de motociclistas cuando se encuentran con una misteriosa "mujer". Algunos de los miembros más duros de la banda tratan de cazarla, y ella resulta ser todo menos normal, y ataca a la banda dejándoles con heridas graves. El líder de la banda vuelve a la guarida de la "mujer" como venganza, pero los pandilleros están muertos, con excepción de Ryosuke.
La mujer no es realmente humano en absoluto, sino (hasta el entonces) Una mezcla de chica - mujer llamada Bagi; y fue Ryosuke mismo que había rescatado a ella y le crio como un gatito. Como Bagi creció y la gente comenzó a sospechar del precoz "gato", que era capaz de caminar sobre sus patas traseras e incluso aprendió a escribir su propio nombre y hablar, se escapó y llegó a la edad adulta por su cuenta.
Tras su reunión, Ryosuke y Bagi unen sus fuerzas para descubrir la verdad de sus orígenes. La madre de Ryosuke es encontrada responsable de la creación de Bagi (Bagi es un producto de la investigación del ADN recombinante entre las células humanas y león de montaña). Después siguen a la madre de Ryosuke a América del Sur para enfrentarse a ella sobre la razón de ser de Bagi, pero encontrar un peligro mucho mayor. Los funcionarios encargados de los laboratorios están creando una cepa que tiene el potencial para destruir la humanidad. La madre de Ryosuke sacrifica su vida para que Bagi destruya la "Rice Ball" y Ryosuke por error culpa a Bagi de esa muerte, jurando venganza.
Mientras tanto, Bagi está perdiendo rápidamente sus rasgos humanos y se vuelve extremadamente salvajes, atacando a cualquier humano que se acercara. Cuando Ryosuke le captura, él la apuñala solo para descubrir que en realidad a Bagi su madre le dejó el encargado de las últimas palabras en la forma de una nota escrita a mano en un relicario en el cuello. A la mañana siguiente el cuerpo de Bagi se ha ido, con huellas en la apertura a las montañas distantes, y se contenta con Ryosuke orar por Bagi para que viva en la soledad lejos de la humanidad.
- Datos: Q179102